# Jasmine (finnische Sängerin)
Jasmine (* 1976 als Jasmine Tatjana Anette Valentin) ist eine finnische Sängerin und Gitarristin. Sie gehört der Minderheit der Roma an.

## Hintergrund
Als Siegerin des finnischen Vorentscheids nahm sie mit dem Schlager Niin kaunis on taivas (So schön ist der Himmel) am Eurovision Song Contest 1996 in Oslo teil. Sie erreichte das Finale und belegte dort mit 9 Punkten Platz 23 und somit den letzten Platz.